# Kanye West/Diskografie
Diese Diskografie ist eine Übersicht über die musikalischen Werke des US-amerikanischen Rappers Kanye West. Den Quellenangaben und Schallplattenauszeichnungen zufolge hat er bisher mehr als 379,4 Millionen Tonträger verkauft, davon alleine in seiner Heimat über 306 Millionen. Seine erfolgreichste Veröffentlichung ist die Single Stronger mit über 16,3 Millionen verkauften Einheiten.

## Alben

### Studioalben
| Jahr | Titel Musiklabel                                            | Höchstplatzierung, Gesamtwochen, AuszeichnungChartplatzierungen (Jahr, Titel, Musiklabel, Platzierungen, Wochen, Auszeichnungen, Anmerkungen) | Höchstplatzierung, Gesamtwochen, AuszeichnungChartplatzierungen (Jahr, Titel, Musiklabel, Platzierungen, Wochen, Auszeichnungen, Anmerkungen) | Höchstplatzierung, Gesamtwochen, AuszeichnungChartplatzierungen (Jahr, Titel, Musiklabel, Platzierungen, Wochen, Auszeichnungen, Anmerkungen) | Höchstplatzierung, Gesamtwochen, AuszeichnungChartplatzierungen (Jahr, Titel, Musiklabel, Platzierungen, Wochen, Auszeichnungen, Anmerkungen) | Höchstplatzierung, Gesamtwochen, AuszeichnungChartplatzierungen (Jahr, Titel, Musiklabel, Platzierungen, Wochen, Auszeichnungen, Anmerkungen) | Höchstplatzierung, Gesamtwochen, AuszeichnungChartplatzierungen (Jahr, Titel, Musiklabel, Platzierungen, Wochen, Auszeichnungen, Anmerkungen) | Anmerkungen                                                                                    |
| Jahr | Titel Musiklabel                                            | DE | AT | CH | UK | US | R&B | Anmerkungen                                                                                    |
| ---- | ----------------------------------------------------------- | --- | --- | --- | --- | --- | --- | ---------------------------------------------------------------------------------------------- |
| 2004 | The College Dropout Roc-a-Fella Records (UMG)               | DE77 (5 Wo.)DE | — | CH96 (1 Wo.)CH | UK12 ×3Dreifachplatin · (60 Wo.)UK | US2 ×4Vierfachplatin · (157 Wo.)US | R&B1 (107 Wo.)R&B | Erstveröffentlichung: 10. Februar 2004 Verkäufe: + 8.000.000                                   |
| 2005 | Late Registration Roc-a-Fella Records (UMG)                 | DE14 (8 Wo.)DE | AT53 (3 Wo.)AT | CH9 (7 Wo.)CH | UK2 ×3Dreifachplatin · (49 Wo.)UK | US1 ×5Fünffachplatin · (48 Wo.)US | R&B1 (55 Wo.)R&B | Erstveröffentlichung: 29. August 2005 Verkäufe: + 8.000.000                                    |
| 2007 | Graduation Roc-a-Fella Records (UMG)                        | DE10 Gold · (… Wo.)DE | AT26 (70 Wo.)AT | CH3 Gold · (17 Wo.)CH | UK1 ×3Dreifachplatin · (62 Wo.)UK | US1 ×7Siebenfachplatin · (… Wo.)US | R&B1 (… Wo.)R&B | Erstveröffentlichung: 10. September 2007 Verkäufe: + 8.657.500                                 |
| 2008 | 808s & Heartbreak Roc-a-Fella Records (UMG)                 | DE30 (14 Wo.)DE | AT50 (2 Wo.)AT | CH13 (14 Wo.)CH | UK11 Platin · (29 Wo.)UK | US1 ×3Dreifachplatin · (39 Wo.)US | R&B1 (73 Wo.)R&B | Erstveröffentlichung: 21. November 2008 Verkäufe: + 4.150.000                                  |
| 2010 | My Beautiful Dark Twisted Fantasy Roc-a-Fella Records (UMG) | DE19 Gold · (10 Wo.)DE | — | CH10 (16 Wo.)CH | UK16 Platin · (15 Wo.)UK | US1 ×3Dreifachplatin · (… Wo.)US | R&B1 (… Wo.)R&B | Erstveröffentlichung: 19. November 2010 Verkäufe: + 3.730.000                                  |
| 2013 | Yeezus Def Jam Recordings (UMG)                             | DE15 (5 Wo.)DE | AT22 (3 Wo.)AT | CH6 (5 Wo.)CH | UK1 Gold · (17 Wo.)UK | US1 ×2Doppelplatin · (36 Wo.)US | R&B1 (66 Wo.)R&B | Erstveröffentlichung: 17. Juni 2013 Verkäufe: + 2.185.000                                      |
| 2016 | The Life of Pablo Def Jam Recordings (UMG)                  | — | — | — | UK30 Platin · (48 Wo.)UK | US1 ×3Dreifachplatin · (204 Wo.)US | R&B2 (38 Wo.)R&B | Erstveröffentlichung: 14. Februar 2016 Verkäufe: + 3.687.500; nur für Streaming veröffentlicht |
| 2018 | Ye Def Jam Recordings (UMG)                                 | DE25 (3 Wo.)DE | AT12 (3 Wo.)AT | CH7 (3 Wo.)CH | UK2 Gold · (11 Wo.)UK | US1 Platin · (23 Wo.)US | R&B1 (18 Wo.)R&B | Erstveröffentlichung: 1. Juni 2018 Verkäufe: + 1.170.000                                       |
| 2019 | Jesus Is King Def Jam Recordings (UMG)                      | DE19 (3 Wo.)DE | AT9 (3 Wo.)AT | CH8 (4 Wo.)CH | UK2 Silber · (5 Wo.)UK | US1 Gold · (16 Wo.)US | R&B1 (11 Wo.)R&B | Erstveröffentlichung: 25. Oktober 2019 Verkäufe: + 577.500                                     |
| 2021 | Donda Def Jam Recordings (UMG)                              | DE4 (9 Wo.)DE | AT1 (9 Wo.)AT | CH2 (14 Wo.)CH | UK1 Gold · (22 Wo.)UK | US1 Platin · (62 Wo.)US | R&B1 (46 Wo.)R&B | Erstveröffentlichung: 29. August 2021 Verkäufe: + 1.310.000                                    |
| 2025 | Donda 2 Selbstverlag                                        | — | — | CH72 (1 Wo.)CH | — | — | — | Erstveröffentlichung: 29. April 2025                                                           |

### Kollaboalben
| Jahr | Titel Musiklabel                           | Höchstplatzierung, Gesamtwochen, AuszeichnungChartplatzierungen (Jahr, Titel, Musiklabel, Platzierungen, Wochen, Auszeichnungen, Anmerkungen) | Höchstplatzierung, Gesamtwochen, AuszeichnungChartplatzierungen (Jahr, Titel, Musiklabel, Platzierungen, Wochen, Auszeichnungen, Anmerkungen) | Höchstplatzierung, Gesamtwochen, AuszeichnungChartplatzierungen (Jahr, Titel, Musiklabel, Platzierungen, Wochen, Auszeichnungen, Anmerkungen) | Höchstplatzierung, Gesamtwochen, AuszeichnungChartplatzierungen (Jahr, Titel, Musiklabel, Platzierungen, Wochen, Auszeichnungen, Anmerkungen) | Höchstplatzierung, Gesamtwochen, AuszeichnungChartplatzierungen (Jahr, Titel, Musiklabel, Platzierungen, Wochen, Auszeichnungen, Anmerkungen) | Höchstplatzierung, Gesamtwochen, AuszeichnungChartplatzierungen (Jahr, Titel, Musiklabel, Platzierungen, Wochen, Auszeichnungen, Anmerkungen) | Anmerkungen                                                                         |
| Jahr | Titel Musiklabel                           | DE | AT | CH | UK | US | R&B | Anmerkungen                                                                         |
| ---- | ------------------------------------------ | --- | --- | --- | --- | --- | --- | ----------------------------------------------------------------------------------- |
| 2011 | Watch the Throne Roc-a-Fella Records (UMG) | DE2 Gold · (5 Wo.)DE | AT12 (6 Wo.)AT | CH1 (15 Wo.)CH | UK3 Platin · (63 Wo.)UK | US1 ×5Fünffachplatin · (66 Wo.)US | R&B1 (78 Wo.)R&B | Erstveröffentlichung: 8. August 2011 Verkäufe + 5.665.000; mit Jay-Z                |
| 2018 | Kids See Ghosts Def Jam Recordings (UMG)   | DE33 (1 Wo.)DE | AT15 (2 Wo.)AT | CH12 (2 Wo.)CH | UK7 Silber · (4 Wo.)UK | US2 Gold · (17 Wo.)US | — | Erstveröffentlichung: 8. Juni 2018 mit Kid Cudi als Kids See Ghosts                 |
| 2019 | Jesus Is Born Selbstverlag                 | — | — | — | — | US73 (1 Wo.)US | — | Erstveröffentlichung: 25. Dezember 2019 als Mitglied des Sunday Service Choir       |
| 2024 | Vultures 1 YZY                             | DE1 (16 Wo.)DE | AT1 (12 Wo.)AT | CH1 (13 Wo.)CH | UK2 Silber · (9 Wo.)UK | US1 Gold · (20 Wo.)US | R&B1 (… Wo.)R&B | Erstveröffentlichung: 10. Februar 2024 Verkäufe + 577.500; mit Ty Dolla Sign als ¥$ |
| 2024 | Vultures 2 YZY                             | DE8 (2 Wo.)DE | AT6 (3 Wo.)AT | CH2 (3 Wo.)CH | UK7 (2 Wo.)UK | US2 (… Wo.)US | R&B1 (… Wo.)R&B | Erstveröffentlichung: 3. August 2024 mit Ty Dolla Sign als ¥$                       |

### Livealben
| Jahr | Titel Musiklabel                             | Höchstplatzierung, Gesamtwochen, AuszeichnungChartplatzierungen (Jahr, Titel, Musiklabel, Platzierungen, Wochen, Auszeichnungen, Anmerkungen) | Höchstplatzierung, Gesamtwochen, AuszeichnungChartplatzierungen (Jahr, Titel, Musiklabel, Platzierungen, Wochen, Auszeichnungen, Anmerkungen) | Höchstplatzierung, Gesamtwochen, AuszeichnungChartplatzierungen (Jahr, Titel, Musiklabel, Platzierungen, Wochen, Auszeichnungen, Anmerkungen) | Höchstplatzierung, Gesamtwochen, AuszeichnungChartplatzierungen (Jahr, Titel, Musiklabel, Platzierungen, Wochen, Auszeichnungen, Anmerkungen) | Höchstplatzierung, Gesamtwochen, AuszeichnungChartplatzierungen (Jahr, Titel, Musiklabel, Platzierungen, Wochen, Auszeichnungen, Anmerkungen) | Höchstplatzierung, Gesamtwochen, AuszeichnungChartplatzierungen (Jahr, Titel, Musiklabel, Platzierungen, Wochen, Auszeichnungen, Anmerkungen) | Anmerkungen                          |
| Jahr | Titel Musiklabel                             | DE | AT | CH | UK | US | R&B | Anmerkungen                          |
| ---- | -------------------------------------------- | --- | --- | --- | --- | --- | --- | ------------------------------------ |
| 2006 | Late Orchestration Roc-a-Fella Records (UMG) | — | — | — | UK59 Gold · (1 Wo.)UK | — | — | Erstveröffentlichung: 24. April 2006 |

### Kompilationen
- 2009: VH1 Storytellers: Kanye West

### Mixtapes
- 2003: Get Well Soon…
- 2003: I’m Good
- 2005: Freshmen Adjustment
- 2006: Freshmen Adjustment 2
- 2006: Welcome to Kanye’s Soul Mix Show (mit A-Trak)
- 2007: Freshmen Adjustment 3
- 2007: Can’t Tell Me Nothing
- 2008: Sky High: We Invented the Remix Special Edition
- 2008: Alter Ego Mixtape
- 2009: LVs & Autotune
- 2009: LVs & Autotune 2

### EPs
- 2025: Bully

## Singles

### Als Leadmusiker
| Jahr | Titel Album                                         | Höchstplatzierung, Gesamtwochen, AuszeichnungChartplatzierungen (Jahr, Titel, Album, Platzierungen, Wochen, Auszeichnungen, Anmerkungen) | Höchstplatzierung, Gesamtwochen, AuszeichnungChartplatzierungen (Jahr, Titel, Album, Platzierungen, Wochen, Auszeichnungen, Anmerkungen) | Höchstplatzierung, Gesamtwochen, AuszeichnungChartplatzierungen (Jahr, Titel, Album, Platzierungen, Wochen, Auszeichnungen, Anmerkungen) | Höchstplatzierung, Gesamtwochen, AuszeichnungChartplatzierungen (Jahr, Titel, Album, Platzierungen, Wochen, Auszeichnungen, Anmerkungen) | Höchstplatzierung, Gesamtwochen, AuszeichnungChartplatzierungen (Jahr, Titel, Album, Platzierungen, Wochen, Auszeichnungen, Anmerkungen) | Höchstplatzierung, Gesamtwochen, AuszeichnungChartplatzierungen (Jahr, Titel, Album, Platzierungen, Wochen, Auszeichnungen, Anmerkungen) | Anmerkungen |
| Jahr | Titel Album                                         | DE | AT | CH | UK | US | R&B | Anmerkungen |
| --- | --------------------------------------------------- | --- | --- | --- | --- | --- | --- | --- |
| 2003 | Through the Wire The College Dropout                | DE61 (4 Wo.)DE | — | CH48 (6 Wo.)CH | UK9 Platin · (10 Wo.)UK | US15 Platin · (21 Wo.)US | R&B8 (29 Wo.)R&B | Erstveröffentlichung: 30. September 2003 Verkäufe: + 1.705.000                                                                          |
| 2004 | All Falls Down The College Dropout                  | DE72 (4 Wo.)DE | — | — | UK10 ×2Doppelplatin · (8 Wo.)UK | US7 ×2Doppelplatin · (20 Wo.)US | R&B4 (28 Wo.)R&B | Erstveröffentlichung: 24. Februar 2004 Verkäufe: + 3.410.000; feat. Syleena Johnson                                                     |
| 2004 | Jesus Walks The College Dropout                     | — | — | — | UK16 Platin · (7 Wo.)UK | US11 ×3Dreifachplatin · (25 Wo.)US | R&B2 (40 Wo.)R&B | Erstveröffentlichung: 25. Mai 2004 Verkäufe: + 3.645.000                                                                                |
| 2004 | The New Workout Plan The College Dropout            | — | — | — | — | US— GoldUS | R&B59 (21 Wo.)R&B | Erstveröffentlichung: 31. August 2004 Verkäufe: + 500.000                                                                               |
| 2005 | Diamonds from Sierra Leone Late Registration        | DE67 (4 Wo.)DE | — | CH52 (4 Wo.)CH | UK8 Silber · (16 Wo.)UK | US43 Platin · (19 Wo.)US | R&B21 (20 Wo.)R&B | Erstveröffentlichung: 31. Mai 2005 Verkäufe: + 1.200.000                                                                                |
| 2005 | Gold Digger Late Registration                       | DE35 Gold · (9 Wo.)DE | AT47 (6 Wo.)AT | CH52 (15 Wo.)CH | UK2 ×4Vierfachplatin · (75 Wo.)UK | US1 ×8Achtfachplatin + Platin (Mastertone) · (39 Wo.)US                                                                                  | R&B1 (32 Wo.)R&B | Erstveröffentlichung: 5. Juli 2005 Verkäufe: + 12.275.000; feat. Jamie Foxx                                                             |
| 2005 | Heard ’Em Say Late Registration                     | DE95 (1 Wo.)DE | — | — | UK22 Silber · (14 Wo.)UK | US26 Platin · (16 Wo.)US | R&B17 (20 Wo.)R&B | Erstveröffentlichung: 8. November 2005 Verkäufe: + 1.200.000; feat. Adam Levine                                                         |
| 2006 | Touch the Sky Late Registration                     | DE97 (2 Wo.)DE | — | — | UK6 Platin · (15 Wo.)UK | US42 Platin · (9 Wo.)US | R&B23 (20 Wo.)R&B | Erstveröffentlichung: 7. März 2006 Verkäufe: + 1.715.000; feat. Lupe Fiasco                                                             |
| 2006 | Impossible Mission: Impossible III OST              | — | — | — | — | — | R&B54 (16 Wo.)R&B | Erstveröffentlichung: 5. Mai 2006 feat. Twista, Keyshia Cole & BJ                                                                       |
| 2007 | Better Than I’ve Ever Been –                        | — | — | — | — | — | — | Erstveröffentlichung: 20. Februar 2007 mit Nas, KRS-One & Rakim                                                                         |
| 2007 | Can’t Tell Me Nothing Graduation                    | DE— GoldDE | — | — | UK— PlatinUK | US41 ×4Vierfachplatin · (19 Wo.)US | R&B20 (25 Wo.)R&B | Erstveröffentlichung: 15. Mai 2007 Verkäufe: + 4.965.000                                                                                |
| 2007 | Stronger Graduation                                 | DE17 ×5Fünffachgold · (18 Wo.)DE | AT22 (22 Wo.)AT | CH18 (31 Wo.)CH | UK1 ×4Vierfachplatin · (39 Wo.)UK | US1 Diamant + Platin · (27 Wo.)US | R&B30 (20 Wo.)R&B | Erstveröffentlichung: 31. Juli 2007 · Verkäufe: + 16.472.000; + US: Platin (Mastertone)                                                 |
| 2007 | Good Life Graduation                                | DE78 (5 Wo.)DE | — | — | UK23 Gold · (21 Wo.)UK | US7 ×3Dreifachplatin + Platin (Mastertone) · (21 Wo.)US                                                                                  | R&B3 (32 Wo.)R&B | Erstveröffentlichung: 2. Oktober 2007 Verkäufe: + 4.705.000; feat. T-Pain                                                               |
| 2007 | Flashing Lights Graduation                          | — | — | — | UK29 ×2Doppelplatin · (15 Wo.)UK | US29 ×6Sechsfachplatin · (15 Wo.)US | R&B12 (27 Wo.)R&B | Erstveröffentlichung: 12. November 2007 Verkäufe: + 7.370.000; feat. Dwele                                                              |
| 2008 | Homecoming Graduation                               | DE17 Gold · (20 Wo.)DE | AT27 (12 Wo.)AT | CH38 (13 Wo.)CH | UK9 ×2Doppelplatin · (22 Wo.)UK | US69 ×3Dreifachplatin · (7 Wo.)US | R&B53 (7 Wo.)R&B | Erstveröffentlichung: 18. Februar 2008 Verkäufe: + 4.565.000; feat. Chris Martin                                                        |
| 2008 | Love Lockdown 808s & Heartbreak                     | DE8 Gold · (17 Wo.)DE | AT18 (18 Wo.)AT | CH18 (26 Wo.)CH | UK8 Platin · (26 Wo.)UK | US3 ×4Vierfachplatin · (23 Wo.)US | R&B26 (19 Wo.)R&B | Erstveröffentlichung: 18. September 2008 Verkäufe: + 4.800.000                                                                          |
| 2008 | Heartless 808s & Heartbreak                         | DE37 Gold · (9 Wo.)DE | AT57 (3 Wo.)AT | CH46 (11 Wo.)CH | UK10 ×2Doppelplatin · (20 Wo.)UK | US2 ×7Siebenfachplatin + Platin (Mastertone) · (30 Wo.)US                                                                                | R&B4 (27 Wo.)R&B | Erstveröffentlichung: 4. November 2008 Verkäufe: + 10.140.000                                                                           |
| 2009 | Amazing 808s & Heartbreak                           | — | — | — | — | US81 Platin · (5 Wo.)US | R&B65 (7 Wo.)R&B | Erstveröffentlichung: 10. März 2009 Verkäufe: + 1.000.000; feat. Young Jeezy                                                            |
| 2009 | Forever More Than a Game OST                        | — | — | CH68 (3 Wo.)CH | UK42 Platin · (15 Wo.)UK | US8 ×6Sechsfachplatin · (24 Wo.)US | R&B2 (26 Wo.)R&B | Erstveröffentlichung: 27. August 2009 Verkäufe: + 6.815.000; mit Drake, Lil Wayne & Eminem                                              |
| 2010 | Power My Beautiful Dark Twisted Fantasy             | DE— PlatinDE | — | — | UK36 ×2Doppelplatin · (9 Wo.)UK | US22 ×4Vierfachplatin · (16 Wo.)US | R&B22 (20 Wo.)R&B | Erstveröffentlichung: 28. Mai 2010 Verkäufe: + 5.765.000; feat. Dwele                                                                   |
| 2010 | Runaway My Beautiful Dark Twisted Fantasy           | — | — | CH56 (2 Wo.)CH | UK23 Platin · (15 Wo.)UK | US12 ×5Fünffachplatin · (13 Wo.)US | R&B30 (17 Wo.)R&B | Erstveröffentlichung: 4. Oktober 2010 Verkäufe: + 5.930.000; feat. Pusha T                                                              |
| 2010 | Monster My Beautiful Dark Twisted Fantasy           | — | — | — | UK— PlatinUK | US18 ×3Dreifachplatin · (10 Wo.)US | R&B30 (20 Wo.)R&B | Erstveröffentlichung: 23. Oktober 2010 Verkäufe: + 3.630.000; feat. Jay-Z, Rick Ross, Bon Iver & Nicki Minaj                            |
| 2011 | H•A•M Watch the Throne                              | — | AT56 (1 Wo.)AT | — | UK30 (2 Wo.)UK | US23 Gold · (7 Wo.)US | R&B24 (20 Wo.)R&B | Erstveröffentlichung: 11. Januar 2011 Verkäufe: + 500.000; mit Jay-Z                                                                    |
| 2011 | All of the Lights My Beautiful Dark Twisted Fantasy | DE— GoldDE | AT68 (1 Wo.)AT | CH46 (8 Wo.)CH | UK15 ×2Doppelplatin · (26 Wo.)UK | US18 ×7Siebenfachplatin · (28 Wo.)US | R&B2 (42 Wo.)R&B | Erstveröffentlichung: 18. Januar 2011 Verkäufe: + 8.780.000; feat. Various Artists                                                      |
| 2011 | Otis Watch the Throne                               | — | AT73 (1 Wo.)AT | CH61 (2 Wo.)CH | UK28 Platin · (14 Wo.)UK | US12 ×3Dreifachplatin · (20 Wo.)US | R&B2 (25 Wo.)R&B | Erstveröffentlichung: 21. Juli 2011 Verkäufe: + 3.682.500; mit Jay-Z feat. Otis Redding                                                 |
| 2011 | Lift Off Watch the Throne                           | — | — | — | UK48 (1 Wo.)UK | — | — | Erstveröffentlichung: 23. August 2011 mit Jay-Z feat. Beyoncé                                                                           |
| 2011 | Niggas in Paris Watch the Throne                    | DE40 ×2Doppelplatin · (34 Wo.)DE | AT38 (5 Wo.)AT | CH43 (3 Wo.)CH | UK10 ×3Dreifachplatin · (53 Wo.)UK | US5 Diamant · (36 Wo.)US | R&B1 (45 Wo.)R&B | Erstveröffentlichung: 13. September 2011 Verkäufe: + 13.324.100; mit Jay-Z                                                              |
| 2011 | Why I Love You Watch the Throne                     | — | — | CH52 (1 Wo.)CH | UK87 Silber · (1 Wo.)UK | — | — | Erstveröffentlichung: 13. September 2011 Verkäufe: + 200.000; mit Jay-Z feat. Mr Hudson                                                 |
| 2011 | Gotta Have It Watch the Throne                      | — | — | — | UK— SilberUK | US69 Gold · (11 Wo.)US | R&B14 (20 Wo.)R&B | Erstveröffentlichung: 6. Dezember 2011 Verkäufe: + 1.200.000; mit Jay-Z                                                                 |
| 2012 | Mercy Cruel Summer                                  | — | — | — | UK55 Gold · (4 Wo.)UK | US13 ×7Siebenfachplatin · (3 Wo.)US | R&B1 (41 Wo.)R&B | Erstveröffentlichung: 3. April 2012 Verkäufe: + 7.460.000; mit Pusha T, Big Sean & 2 Chainz                                             |
| 2012 | Cold / Way Too Cold Cruel Summer                    | — | — | — | — | US86 Gold · (1 Wo.)US | R&B69 (15 Wo.)R&B | Erstveröffentlichung: 19. April 2012 Verkäufe: + 500.000; feat. DJ Khaled                                                               |
| 2012 | New God Flow Cruel Summer                           | — | — | — | — | US89 (1 Wo.)US | R&B43 (7 Wo.)R&B | Erstveröffentlichung: 21. Juli 2012 mit Pusha T                                                                                         |
| 2012 | Clique Cruel Summer                                 | — | — | — | UK22 Gold · (18 Wo.)UK | US12 ×4Vierfachplatin · (22 Wo.)US | R&B2 (25 Wo.)R&B | Erstveröffentlichung: 6. September 2012 Verkäufe: + 4.430.000; mit Big Sean & Jay-Z                                                     |
| 2012 | Don’t Like.1 Cruel Summer                           | — | — | — | — | US— PlatinUS | — | Erstveröffentlichung: 14. September 2012 Verkäufe: + 1.000.000; feat. Chief Keef, Pusha T, Big Sean, Jadakiss                           |
| 2013 | Black Skinhead Yeezus                               | — | — | — | UK34 Platin · (16 Wo.)UK | US69 ×3Dreifachplatin · (3 Wo.)US | R&B21 (11 Wo.)R&B | Erstveröffentlichung: 2. Juli 2013 Verkäufe: + 3.715.000                                                                                |
| 2013 | Bound 2 Yeezus                                      | — | — | — | UK55 ×2Doppelplatin · (5 Wo.)UK | US12 ×5Fünffachplatin · (6 Wo.)US | R&B3 (15 Wo.)R&B | Erstveröffentlichung: 28. August 2013 Verkäufe: + 6.705.000                                                                             |
| 2014 | Only One –                                          | DE32 (1 Wo.)DE | AT31 (1 Wo.)AT | CH39 (1 Wo.)CH | UK28 (10 Wo.)UK | US35 Gold · (8 Wo.)US | R&B11 (11 Wo.)R&B | Erstveröffentlichung: 31. Dezember 2014 Verkäufe: + 530.000; feat. Paul McCartney & Ty Dolla Sign                                       |
| 2015 | FourFiveSeconds –                                   | DE3 ×3Dreifachgold · (31 Wo.)DE | AT2 Gold · (28 Wo.)AT | CH3 Platin · (31 Wo.)CH | UK3 ×3Dreifachplatin · (28 Wo.)UK | US4 ×5Fünffachplatin · (20 Wo.)US | R&B1 (22 Wo.)R&B | Erstveröffentlichung: 24. Januar 2015 Verkäufe: + 9.390.000; mit Paul McCartney & Rihanna                                               |
| 2015 | All Day –                                           | DE57 (3 Wo.)DE | AT72 (1 Wo.)AT | CH64 (2 Wo.)CH | UK18 Silber · (9 Wo.)UK | US15 Platin · (15 Wo.)US | R&B6 (18 Wo.)R&B | Erstveröffentlichung: 3. März 2015 Verkäufe: + 1.200.000; feat. Theophilus London, Allan Kingdom & Paul McCartney                       |
| 2016 | Famous The Life of Pablo                            | DE— GoldDE | — | CH45 (5 Wo.)CH | UK33 Platin · (16 Wo.)UK | US34 ×2Doppelplatin · (14 Wo.)US | R&B13 (20 Wo.)R&B | Erstveröffentlichung: 1. April 2016 Verkäufe: + 3.260.000; feat. Rihanna                                                                |
| 2016 | Father Stretch My Hands Pt. I The Life of Pablo     | — | — | — | UK54 Gold · (3 Wo.)UK | US37 ×6Sechsfachplatin · (23 Wo.)US | R&B14 (28 Wo.)R&B | Erstveröffentlichung: 7. Juni 2016 Verkäufe: + 6.890.000; feat. Kid Cudi                                                                |
| 2016 | Champions –                                         | — | — | — | UK— SilberUK | US71 Platin · (3 Wo.)US | R&B22 (7 Wo.)R&B | Erstveröffentlichung: 7. Juni 2016 Verkäufe: + 1.245.000; mit Gucci Mane, Big Sean, 2 Chainz, Travis Scott, Yo Gotti, Quavo & Desiigner |
| 2016 | Fade The Life of Pablo                              | — | — | — | UK50 Gold · (8 Wo.)UK | US47 ×2Doppelplatin · (13 Wo.)US | R&B12 (13 Wo.)R&B | Erstveröffentlichung: 9. September 2016 Verkäufe: + 2.500.000; mit Post Malone & Ty Dolla Sign                                          |
| 2018 | Ye vs. the People –                                 | — | — | — | — | US85 (1 Wo.)US | — | Erstveröffentlichung: 28. April 2018 feat. T.I.                                                                                         |
| 2018 | Yikes Ye                                            | DE84 (1 Wo.)DE | AT44 (1 Wo.)AT | CH32 (2 Wo.)CH | UK10 Silber · (5 Wo.)UK | US8 Platin · (5 Wo.)US | R&B7 (4 Wo.)R&B | Erstveröffentlichung: 8. Juni 2018 Verkäufe: + 1.220.000                                                                                |
| 2018 | All Mine Ye                                         | DE75 (2 Wo.)DE | AT36 (2 Wo.)AT | CH43 (2 Wo.)CH | UK11 Gold · (6 Wo.)UK | US11 ×3Dreifachplatin · (9 Wo.)US | R&B9 (9 Wo.)R&B | Erstveröffentlichung: 24. Juli 2018 Verkäufe: + 3.520.000                                                                               |
| 2018 | I Love It Harverd Dropout                           | DE9 Gold · (12 Wo.)DE | AT7 (11 Wo.)AT | CH6 (12 Wo.)CH | UK3 Platin · (12 Wo.)UK | US6 ×2Doppelplatin · (12 Wo.)US | R&B5 (13 Wo.)R&B | Erstveröffentlichung: 7. September 2018 Verkäufe: + 3.480.000; mit Lil Pump                                                             |
| 2019 | Follow God Jesus Is King                            | — | AT29 (2 Wo.)AT | CH14 (4 Wo.)CH | UK6 Gold · (6 Wo.)UK | US7 ×2Doppelplatin · (6 Wo.)US | R&B3 (6 Wo.)R&B | Erstveröffentlichung: 12. November 2019 Verkäufe: + 2.515.000                                                                           |
| 2019 | Closed on Sunday Jesus Is King                      | — | AT73 (1 Wo.)AT | CH45 (1 Wo.)CH | UK20 (2 Wo.)UK | US17 Gold · (2 Wo.)US | R&B8 (2 Wo.)R&B | Erstveröffentlichung: 28. November 2019 Verkäufe: + 520.000                                                                             |
| 2020 | Wash Us in the Blood –                              | DE— bDE | — | — | UK51 (3 Wo.)UK | US49 (2 Wo.)US | R&B20 (2 Wo.)R&B | Erstveröffentlichung: 30. Juni 2020 feat. Travis Scott                                                                                  |
| 2021 | Hurricane Donda                                     | DE37 (3 Wo.)DE | AT23 (3 Wo.)AT | CH9 (5 Wo.)CH | UK7 Silber · (9 Wo.)UK | US6 ×2Doppelplatin · (11 Wo.)US | R&B1 (17 Wo.)R&B | Erstveröffentlichung: 27. August 2021 Verkäufe: + 2.365.000; feat. The Weeknd & Lil Baby                                                |
| 2022 | Eazy –                                              | — | — | CH63 (1 Wo.)CH | UK32 (3 Wo.)UK | US49 (3 Wo.)US | R&B13 (5 Wo.)R&B | Erstveröffentlichung: 15. Januar 2022 mit The Game                                                                                      |
| 2022 | City of Gods Donda 2                                | DE— cDE | — | CH91 (2 Wo.)CH | UK58 (3 Wo.)UK | US46 Gold · (10 Wo.)US | R&B15 (17 Wo.)R&B | Erstveröffentlichung: 11. Februar 2022 Verkäufe: + 500.000; mit Fivio Foreign & Alicia Keys                                             |
| 2022 | True Love Donda 2                                   | DE54 (2 Wo.)DE | AT54 (1 Wo.)AT | CH39 (2 Wo.)CH | UK31 Silber · (4 Wo.)UK | US22 (3 Wo.)US | R&B5 (10 Wo.)R&B | Erstveröffentlichung: 27. Mai 2022 Verkäufe: + 200.000; mit XXXTentacion                                                                |
| 2023 | Vultures Vultures 1                                 | — | — | — | — | US34 (2 Wo.)US | R&B15 (4 Wo.)R&B | Erstveröffentlichung: 23. November 2023 mit Ty Dolla Sign als ¥$ feat. Lil Durk & Bump J                                                |
| 2024 | Talking Vultures 1                                  | — | — | — | — | US30 (2 Wo.)US | R&B12 (2 Wo.)R&B | Erstveröffentlichung: 7. Februar 2024 mit Ty Dolla Sign als ¥$                                                                          |
| 2024 | Carnival Vultures 1                                 | DE13 (11 Wo.)DE | AT10 (13 Wo.)AT | CH4 (13 Wo.)CH | UK5 Gold · (11 Wo.)UK | US1 ×2Doppelplatin · (19 Wo.)US | R&B2 (20 Wo.)R&B | Erstveröffentlichung: 8. Februar 2024 Verkäufe: + 2.640.000; mit Ty Dolla Sign als ¥$ feat. Rich the Kid & Playboi Carti                |
| 2024 | Slide Vultures 2                                    | — | — | — | UK92 (1 Wo.)UK | US88 (1 Wo.)US | R&B25 (1 Wo.)R&B | Erstveröffentlichung: 2. August 2024 mit Ty Dolla Sign als ¥$                                                                           |
| Folgende Lieder erschienen nicht als Single, wurden aber durch das Album zum Download und Streaming bereitgestellt und konnten somit eine Platzierung erlangen: |                                                     | | | | | | | |
| |                                                     | | | | | | | |
| 2008 | Champion Graduation                                 | — | — | — | UK— SilberUK | US— PlatinUS | R&B99 (2 Wo.)R&B | Charteinstieg: 8. März 2008 |
| 2009 | See You in My Nightmares 808s & Heartbreak          | — | — | — | — | US21 Gold · (4 Wo.)US | — | Verkäufe: + 500.000; feat. Lil Wayne |
| 2010 | Dark Fantasy My Beautiful Dark Twisted Fantasy      | — | — | — | UK— SilberUK | US60 Gold · (1 Wo.)US | — | Charteinstieg: 11. Dezember 2010 Verkäufe: + 700.000; feat. Teyana Taylor, Nicki Minaj & Bon Iver                                       |
| 2011 | Who Gon Stop Me Watch the Throne                    | — | — | — | — | US44 Gold · (2 Wo.)US | — | Charteinstieg: 20. August 2011 Verkäufe: + 500.000; mit Jay-Z                                                                           |
| 2012 | To the World Cruel World                            | — | — | — | UK94 (1 Wo.)UK | US70 (2 Wo.)US | R&B35 (2 Wo.)R&B | Charteinstieg: 29. September 2012 mit R. Kelly                                                                                          |
| 2013 | New Slaves Yeezus                                   | — | — | — | UK97 (1 Wo.)UK | US56 Gold · (2 Wo.)US | R&B17 (3 Wo.)R&B | Charteinstieg: 29. Juni 2013 Verkäufe: + 500.000                                                                                        |
| 2013 | Blood on the Leaves Yeezus                          | — | — | — | UK— SilberUK | US89 Platin · (2 Wo.)US | R&B27 (5 Wo.)R&B | Charteinstieg: 7. Juli 2013 Verkäufe: + 1.200.000                                                                                       |
| 2013 | Hold My Liquor Yeezus                               | — | — | — | — | US— GoldUS | R&B32 (2 Wo.)R&B | Charteinstieg: 7. Juli 2013 Verkäufe: + 500.000                                                                                         |
| 2013 | I Am a God Yeezus                                   | — | — | — | — | US— GoldUS | R&B37 (2 Wo.)R&B | Charteinstieg: 7. Juli 2013 Verkäufe: + 500.000; feat. Gott                                                                             |
| 2013 | On Sight Yeezus                                     | — | — | — | — | US— GoldUS | R&B38 (1 Wo.)R&B | Charteinstieg: 7. Juli 2013 Verkäufe: + 500.000                                                                                         |
| 2013 | I’m In It Yeezus                                    | — | — | — | — | — | R&B43 (1 Wo.)R&B | Charteinstieg: 7. Juli 2013 |
| 2013 | Send It Up Yeezus                                   | — | — | — | — | — | R&B50 (1 Wo.)R&B | Charteinstieg: 7. Juli 2013 |
| 2013 | Gone Late Registration                              | — | — | — | — | US18 (1 Wo.)US | R&B6 (1 Wo.)R&B | Charteinstieg: 19. Oktober 2013 feat. Cam’ron und Consequence                                                                           |
| 2016 | Ultralight Beam The Life of Pablo                   | — | — | — | UK63 Gold · (2 Wo.)UK | US67 ×2Doppelplatin · (2 Wo.)US | R&B22 (3 Wo.)R&B | Charteinstieg: 14. April 2016 Verkäufe: + 2.505.000; feat. Chance the Rapper                                                            |
| 2016 | Pt. 2 The Life of Pablo                             | — | — | — | UK70 Silber · (3 Wo.)UK | US54 Platin · (3 Wo.)US | R&B18 (4 Wo.)R&B | Charteinstieg: 14. April 2016 Verkäufe: + 1.200.000; feat. Desiigner                                                                    |
| 2016 | Waves The Life of Pablo                             | — | — | — | UK77 Gold · (2 Wo.)UK | US71 ×3Dreifachplatin · (2 Wo.)US | R&B24 (3 Wo.)R&B | Charteinstieg: 14. April 2016 Verkäufe: + 3.475.000; feat. Chris Brown                                                                  |
| 2016 | Real Friends The Life of Pablo                      | — | — | — | UK78 Silber · (1 Wo.)UK | US92 Platin · (1 Wo.)US | R&B34 (2 Wo.)R&B | Charteinstieg: 14. April 2016 Verkäufe: + 1.200.000; feat. Ty Dolla Sign                                                                |
| 2016 | FML The Life of Pablo                               | — | — | — | UK84 Silber · (1 Wo.)UK | US84 Platin · (1 Wo.)US | R&B30 (3 Wo.)R&B | Charteinstieg: 14. April 2016 Verkäufe: + 1.245.000; feat. The Weeknd                                                                   |
| 2016 | Wolves The Life of Pablo                            | — | — | — | UK88 Silber · (1 Wo.)UK | US— PlatinUS | R&B39 (2 Wo.)R&B | Charteinstieg: 14. April 2016 Verkäufe: + 1.275.000; feat. Vic Mensa & Sia                                                              |
| 2016 | Feedback The Life of Pablo                          | — | — | — | UK92 (1 Wo.)UK | US99 Gold · (1 Wo.)US | R&B36 (2 Wo.)R&B | Charteinstieg: 14. April 2016 Verkäufe: + 500.000                                                                                       |
| 2016 | Highlights The Life of Pablo                        | — | — | — | — | US— GoldUS | R&B41 (1 Wo.)R&B | Charteinstieg: 14. April 2016 Verkäufe: + 500.000                                                                                       |
| 2016 | Freestyle 4 The Life of Pablo                       | — | — | — | — | US— GoldUS | R&B43 (1 Wo.)R&B | Charteinstieg: 14. April 2016 Verkäufe: + 500.000                                                                                       |
| 2016 | I Love Kanye The Life of Pablo                      | — | — | — | — | US— GoldUS | R&B48 (1 Wo.)R&B | Charteinstieg: 14. April 2016 Verkäufe: + 500.000                                                                                       |
| 2018 | Ghost Town Ye                                       | — | AT67 (1 Wo.)AT | CH73 (1 Wo.)CH | UK17 Gold · (3 Wo.)UK | US16 ×2Doppelplatin · (2 Wo.)US | R&B11 (2 Wo.)R&B | Charteinstieg: 8. Juni 2018 Verkäufe: + 2.465.000; feat. PartyNextDoor                                                                  |
| 2018 | Wouldn’t Leave Ye                                   | — | — | — | — | US25 Gold · (2 Wo.)US | R&B14 (2 Wo.)R&B | Charteinstieg: 16. Juni 2018 Verkäufe: + 500.000; feat. PartyNextDoor                                                                   |
| 2018 | Violent Crimes Ye                                   | — | — | — | UK— PlatinUK | US27 ×2Doppelplatin · (2 Wo.)US | R&B16 (2 Wo.)R&B | Charteinstieg: 16. Juni 2018 Verkäufe: + 2.785.000                                                                                      |
| 2018 | I Thought About Killing You Ye                      | — | — | — | — | US28 Gold · (1 Wo.)US | R&B17 (1 Wo.)R&B | Charteinstieg: 16. Juni 2018 Verkäufe: + 500.000                                                                                        |
| 2018 | No Mistakes Ye                                      | — | — | — | — | US36 Gold · (1 Wo.)US | R&B21 (1 Wo.)R&B | Charteinstieg: 16. Juni 2018 Verkäufe: + 500.000                                                                                        |
| 2019 | Selah Jesus Is King                                 | — | — | CH35 (1 Wo.)CH | UK19 (2 Wo.)UK | US19 Gold · (2 Wo.)US | R&B10 (2 Wo.)R&B | Charteinstieg: 1. November 2019 Verkäufe: + 520.000                                                                                     |
| 2019 | On God Jesus Is King                                | — | — | — | — | US23 Gold · (2 Wo.)US | R&B12 (2 Wo.)R&B | Charteinstieg: 9. November 2019 Verkäufe: + 500.000                                                                                     |
| 2019 | Everything We Need Jesus Is King                    | — | — | — | — | US33 Gold · (1 Wo.)US | R&B17 (1 Wo.)R&B | Charteinstieg: 9. November 2019 Verkäufe: + 520.000; feat. Ty Dolla Sign & Ant Clemons                                                  |
| 2019 | God Is Jesus Is King                                | — | — | — | — | US36 Gold · (1 Wo.)US | — | Charteinstieg: 9. November 2019 Verkäufe: + 520.000                                                                                     |
| 2019 | Use This Gospel Jesus Is King                       | — | — | — | — | US37 Gold · (1 Wo.)US | R&B20 (1 Wo.)R&B | Charteinstieg: 9. November 2019 Verkäufe: + 520.000; feat. Clipse & Kenny G                                                             |
| 2019 | Every Hour Jesus Is King                            | — | — | — | — | US44 (1 Wo.)US | — | Charteinstieg: 9. November 2019 feat. Sunday Service Choir                                                                              |
| 2019 | Water Jesus Is King                                 | — | — | — | — | US51 (1 Wo.)US | R&B25 (1 Wo.)R&B | Charteinstieg: 9. November 2019 feat. Ant Clemons                                                                                       |
| 2019 | Hands On Jesus Is King                              | — | — | — | — | US59 (1 Wo.)US | R&B29 (1 Wo.)R&B | Charteinstieg: 9. November 2019 feat. Fred Hammond                                                                                      |
| 2019 | Jesus Is Lord Jesus Is King                         | — | — | — | — | US62 (1 Wo.)US | R&B31 (1 Wo.)R&B | Charteinstieg: 9. November 2019 |
| 2021 | Jail Donda                                          | — | AT37 (1 Wo.)AT | CH23 (2 Wo.)CH | UK11 (3 Wo.)UK | US10 Gold · (3 Wo.)US | R&B3 (3 Wo.)R&B | Charteinstieg: 9. September 2021 Verkäufe: + 540.000, feat. Jay-Z                                                                       |
| 2021 | Off the Grid Donda                                  | — | AT36 (2 Wo.)AT | CH17 (2 Wo.)CH | UK15 Silber · (6 Wo.)UK | US11 Platin · (4 Wo.)US | R&B4 (4 Wo.)R&B | Charteinstieg: 9. September 2021 Verkäufe: + 1.285.000; feat. Playboi Carti & Fivio Foreign                                             |
| 2021 | Ok Ok Donda                                         | — | — | — | — | US12 (2 Wo.)US | R&B5 (2 Wo.)R&B | Charteinstieg: 9. September 2021 |
| 2021 | Junya Donda                                         | — | — | — | — | US16 (2 Wo.)US | R&B6 (2 Wo.)R&B | Charteinstieg: 9. September 2021 |
| 2021 | Moon Donda                                          | — | — | — | UK83 Silber · (1 Wo.)UK | US17 Platin · (5 Wo.)US | R&B7 (5 Wo.)R&B | Charteinstieg: 9. September 2021 Verkäufe: + 1.260.000; feat. Kid Cudi & Don Toliver                                                    |
| 2021 | Praise God Donda                                    | DE— dDE | — | — | UK93 Silber · (4 Wo.)UK | US20 Platin · (7 Wo.)US | R&B10 (14 Wo.)R&B | Charteinstieg: 9. September 2021 Verkäufe: + 1.420.000; feat. Travis Scott & Baby Keem                                                  |
| 2021 | Jesus Lord Donda                                    | — | — | — | — | US26 (2 Wo.)US | R&B13 (2 Wo.)R&B | Charteinstieg: 9. September 2021 |
| 2021 | Jonah Donda                                         | — | — | — | — | US27 (2 Wo.)US | R&B14 (2 Wo.)R&B | Charteinstieg: 9. September 2021 |
| 2021 | Believe What I Say Donda                            | — | — | — | — | US28 Gold · (2 Wo.)US | R&B15 (2 Wo.)R&B | Charteinstieg: 9. September 2021 Verkäufe: + 500.000                                                                                    |
| 2021 | God Breathed Donda                                  | — | — | — | — | US30 (1 Wo.)US | R&B17 (1 Wo.)R&B | Charteinstieg: 9. September 2021 |
| 2021 | Remote Control Donda                                | — | — | — | — | US40 (2 Wo.)US | R&B20 (1 Wo.)R&B | Charteinstieg: 9. September 2021 |
| 2021 | Heaven and Hell Donda                               | — | — | — | — | US42 (1 Wo.)US | R&B21 (1 Wo.)R&B | Charteinstieg: 9. September 2021 |
| 2021 | 24 Donda                                            | — | — | — | — | US43 (1 Wo.)US | — | Charteinstieg: 9. September 2021 |
| 2021 | Pure Souls Donda                                    | — | — | — | — | US52 Gold · (1 Wo.)US | R&B25 (1 Wo.)R&B | Charteinstieg: 9. September 2021 Verkäufe: + 500.000                                                                                    |
| 2021 | No Child Left Behind Donda                          | — | — | — | — | US53 (1 Wo.)US | — | Charteinstieg: 9. September 2021 |
| 2021 | Donda                                               | — | — | — | — | US58 (1 Wo.)US | — | Charteinstieg: 9. September 2021 |
| 2021 | Keep My Spirit Alive Donda                          | — | — | — | — | US59 (1 Wo.)US | R&B28 (1 Wo.)R&B | Charteinstieg: 9. September 2021 |
| 2021 | Jail Pt. 2 Donda                                    | — | — | — | — | US63 (1 Wo.)US | R&B31 (1 Wo.)R&B | Charteinstieg: 9. September 2021 |
| 2021 | New Again Donda                                     | — | — | — | — | US68 (1 Wo.)US | R&B32 (1 Wo.)R&B | Charteinstieg: 9. September 2021 |
| 2021 | Lord I Need You Donda                               | — | — | — | — | US70 (1 Wo.)US | R&B33 (1 Wo.)R&B | Charteinstieg: 9. September 2021 |
| 2021 | Come to Life Donda                                  | — | — | — | — | US77 (1 Wo.)US | — | Charteinstieg: 9. September 2021 |
| 2021 | Tell the Vision Donda                               | — | — | — | — | US90 (1 Wo.)US | R&B40 (1 Wo.)R&B | Charteinstieg: 9. September 2021 feat. Pop Smoke                                                                                        |
| 2024 | Fuk Sumn Vultures 1                                 | DE98 (1 Wo.)DE | AT20 (4 Wo.)AT | CH24 (3 Wo.)CH | UK100 (1 Wo.)UK | US23 (5 Wo.)US | R&B10 (6 Wo.)R&B | Charteinstieg: 18. Februar 2024 mit Ty Dolla Sign als ¥$                                                                                |
| 2024 | Stars Vultures 1                                    | — | AT42 (1 Wo.)AT | CH35 (1 Wo.)CH | — | US39 (1 Wo.)US | R&B17 (2 Wo.)R&B | Charteinstieg: 18. Februar 2024 mit Ty Dolla Sign als ¥$                                                                                |
| 2024 | Burn Vultures 1                                     | DE— eDE | — | CH65 (3 Wo.)CH | UK17 (8 Wo.)UK | US33 (5 Wo.)US | R&B14 (6 Wo.)R&B | Charteinstieg: 22. Februar 2024 mit Ty Dolla Sign als ¥$                                                                                |
| 2024 | Back to Me Vultures 1                               | — | — | — | UK18 (2 Wo.)UK | US26 (3 Wo.)US | R&B11 (5 Wo.)R&B | Charteinstieg: 22. Februar 2024 mit Ty Dolla Sign als ¥$                                                                                |
| 2024 | Do It Vultures 1                                    | — | — | — | — | US52 (2 Wo.)US | R&B22 (3 Wo.)R&B | Charteinstieg: 24. Februar 2024 mit Ty Dolla Sign als ¥$                                                                                |
| 2024 | Paid Vultures 1                                     | — | — | — | — | US53 (1 Wo.)US | R&B23 (2 Wo.)R&B | Charteinstieg: 24. Februar 2024 mit Ty Dolla Sign als ¥$                                                                                |
| 2024 | Keys to My Life Vultures 1                          | — | — | — | — | US55 (1 Wo.)US | R&B25 (1 Wo.)R&B | Charteinstieg: 24. Februar 2024 mit Ty Dolla Sign als ¥$                                                                                |
| 2024 | Paperwork Vultures 1                                | — | — | — | — | US64 (1 Wo.)US | R&B29 (1 Wo.)R&B | Charteinstieg: 24. Februar 2024 mit Ty Dolla Sign als ¥$                                                                                |
| 2024 | Beg Forgiveness Vultures 1                          | — | — | — | — | US65 (1 Wo.)US | R&B30 (2 Wo.)R&B | Charteinstieg: 24. Februar 2024 mit Ty Dolla Sign als ¥$                                                                                |
| 2024 | Hoodrat Vultures 1                                  | — | — | — | — | US67 (1 Wo.)US | R&B31 (1 Wo.)R&B | Charteinstieg: 24. Februar 2024 mit Ty Dolla Sign als ¥$                                                                                |
| 2024 | Problematic Vultures 1                              | — | — | — | — | US79 (1 Wo.)US | R&B37 (1 Wo.)R&B | Charteinstieg: 24. Februar 2024 mit Ty Dolla Sign als ¥$                                                                                |
| 2024 | Good (Don’t Die) Vultures 1                         | — | — | — | — | US93 (1 Wo.)US | R&B43 (1 Wo.)R&B | Charteinstieg: 24. Februar 2024 mit Ty Dolla Sign als ¥$                                                                                |
| 2024 | King Vultures 1                                     | — | — | — | — | US94 (1 Wo.)US | R&B44 (1 Wo.)R&B | Charteinstieg: 24. Februar 2024 mit Ty Dolla Sign als ¥$                                                                                |
| 2024 | Field Trip Vultures 2                               | — | — | CH64 (1 Wo.)CH | UK65 (1 Wo.)UK | US48 (2 Wo.)US | R&B10 (8 Wo.)R&B | Charteinstieg: 11. August 2024 mit Ty Dolla Sign als ¥$ feat. Playboi Carti, Kodak Black & Don Toliver                                  |
| 2024 | Promotion Vultures 2                                | — | — | — | UK94 (1 Wo.)UK | US76 (1 Wo.)US | R&B21 (2 Wo.)R&B | Charteinstieg: 15. August 2024 mit Ty Dolla Sign als ¥$                                                                                 |
| 2024 | Fried Vultures 2                                    | — | — | — | — | US87 (1 Wo.)US | R&B24 (2 Wo.)R&B | Charteinstieg: 17. August 2024 mit Ty Dolla Sign als ¥$                                                                                 |
| 2024 | River Vultures 2                                    | — | — | — | — | — | R&B32 (1 Wo.)R&B | Charteinstieg: 17. August 2024 mit Ty Dolla Sign als ¥$                                                                                 |
| 2024 | 530 Vultures 2                                      | — | — | — | — | — | R&B37 (1 Wo.)R&B | Charteinstieg: 17. August 2024 mit Ty Dolla Sign als ¥$                                                                                 |
| 2024 | Dead Vultures 2                                     | — | — | — | — | — | R&B38 (1 Wo.)R&B | Charteinstieg: 17. August 2024 mit Ty Dolla Sign als ¥$                                                                                 |
| 2024 | Time Moving Slow Vultures 2                         | — | — | — | — | — | R&B39 (1 Wo.)R&B | Charteinstieg: 17. August 2024 mit Ty Dolla Sign als ¥$                                                                                 |
| 2024 | Lifestyle Vultures 2                                | — | — | — | — | — | R&B41 (1 Wo.)R&B | Charteinstieg: 17. August 2024 mit Ty Dolla Sign als ¥$                                                                                 |
| 2025 | Preacher Man Bully                                  | — | — | — | — | — | R&B42 (… Wo.)R&B | Charteinstieg: 5. Juli 2025 |

### Als Gastmusiker
| Jahr | Titel Album                                          | Höchstplatzierung, Gesamtwochen, AuszeichnungChartplatzierungen (Jahr, Titel, Album, Platzierungen, Wochen, Auszeichnungen, Anmerkungen) | Höchstplatzierung, Gesamtwochen, AuszeichnungChartplatzierungen (Jahr, Titel, Album, Platzierungen, Wochen, Auszeichnungen, Anmerkungen) | Höchstplatzierung, Gesamtwochen, AuszeichnungChartplatzierungen (Jahr, Titel, Album, Platzierungen, Wochen, Auszeichnungen, Anmerkungen) | Höchstplatzierung, Gesamtwochen, AuszeichnungChartplatzierungen (Jahr, Titel, Album, Platzierungen, Wochen, Auszeichnungen, Anmerkungen) | Höchstplatzierung, Gesamtwochen, AuszeichnungChartplatzierungen (Jahr, Titel, Album, Platzierungen, Wochen, Auszeichnungen, Anmerkungen) | Höchstplatzierung, Gesamtwochen, AuszeichnungChartplatzierungen (Jahr, Titel, Album, Platzierungen, Wochen, Auszeichnungen, Anmerkungen) | Anmerkungen |
| Jahr | Titel Album                                          | DE | AT | CH | UK | US | R&B | Anmerkungen |
| --- | ---------------------------------------------------- | --- | --- | --- | --- | --- | --- | --- |
| 2003 | Slow Jamz Kamikaze / The College Dropout             | DE58 (4 Wo.)DE | — | — | UK3 Gold · (10 Wo.)UK | US1 ×3Dreifachplatin · (22 Wo.)US | R&B1 (26 Wo.)R&B | Erstveröffentlichung: 10. November 2003 Twista feat. Kanye West & Jamie Foxx                                                  |
| 2004 | Talk About Our Love Afrodisiac                       | DE89 (2 Wo.)DE | — | CH42 (6 Wo.)CH | UK6 (10 Wo.)UK | US36 (14 Wo.)US | R&B16 (20 Wo.)R&B | Erstveröffentlichung: 28. März 2004 Brandy feat. Kanye West                                                                   |
| 2004 | This Way Neighborhood Watch                          | — | — | — | — | US78 (5 Wo.)US | R&B41 (20 Wo.)R&B | Erstveröffentlichung: 29. März 2004 Dilated Peoples feat. Kanye West                                                          |
| 2004 | Selfish Detroit Deli (A Taste of Detroit)            | — | — | — | — | US55 (17 Wo.)US | R&B20 (20 Wo.)R&B | Erstveröffentlichung: 4. Mai 2004 Slum Village feat. John Legend & Kanye West                                                 |
| 2005 | Down & Out Purple Haze                               | — | — | — | — | US94 (1 Wo.)US | R&B29 (20 Wo.)R&B | Erstveröffentlichung: 25. Januar 2005 Cam’ron feat. Syleena Johnson und Kanye West                                            |
| 2005 | Brand New Blue Collar                                | — | — | — | UK32 (3 Wo.)UK | — | — | Erstveröffentlichung: 6. September 2005 Rhymefest feat. Kanye West                                                            |
| 2005 | Number One Get Lifted                                | — | — | — | UK62 (2 Wo.)UK | — | R&B86 (4 Wo.)R&B | Erstveröffentlichung: 23. September 2005 John Legend feat. Kanye West                                                         |
| 2005 | Extravaganza Unpredictable                           | DE99 (1 Wo.)DE | — | — | UK43 (4 Wo.)UK | — | R&B52 (12 Wo.)R&B | Erstveröffentlichung: 19. Juni 2006 Jamie Foxx feat. Kanye West                                                               |
| 2006 | Number One In My Mind                                | — | — | — | UK31 (5 Wo.)UK | US57 (3 Wo.)US | R&B40 (15 Wo.)R&B | Erstveröffentlichung: 21. August 2006 Pharrell Williams feat. Kanye West                                                      |
| 2007 | Wouldn’t Get Far Doctor’s Advocate                   | — | — | — | — | US64 (9 Wo.)US | R&B26 (20 Wo.)R&B | Erstveröffentlichung: 5. Januar 2007 The Game feat. Kanye West                                                                |
| 2008 | Finer Things –                                       | — | — | — | — | — | R&B80 (5 Wo.)R&B | Erstveröffentlichung: 11. März 2008 DJ Felli Fel feat. Kanye West, Jermaine Dupri, Fabolous & Ne-Yo                           |
| 2008 | American Boy Shine                                   | DE5 Gold · (19 Wo.)DE | AT7 (26 Wo.)AT | CH5 (41 Wo.)CH | UK1 ×4Vierfachplatin · (44 Wo.)UK | US9 ×5Fünffachplatin · (30 Wo.)US | R&B55 (20 Wo.)R&B | Erstveröffentlichung: 24. März 2008 Estelle feat. Kanye West                                                                  |
| 2008 | Put On The Recession                                 | — | — | — | — | US12 ×3Dreifachplatin + Platin (Mastertone) · (20 Wo.)US                                                                                 | R&B3 (36 Wo.)R&B | Erstveröffentlichung: 3. Juni 2008 Young Jeezy feat. Kanye West                                                               |
| 2008 | Swagga Like Us Paper Trail                           | — | — | — | — | US5 Platin · (20 Wo.)US | R&B11 (23 Wo.)R&B | Erstveröffentlichung: 6. September 2008 T.I. feat. Kanye West, Jay-Z, & Lil Wayne                                             |
| 2008 | Go Hard We Global                                    | — | — | — | — | US69 (2 Wo.)US | R&B53 (16 Wo.)R&B | Erstveröffentlichung: 13. September 2008 DJ Khaled feat. T-Pain & Kanye West                                                  |
| 2009 | Knock You Down In a Perfect World…                   | DE30 (9 Wo.)DE | AT57 (5 Wo.)AT | — | UK5 Platin · (21 Wo.)UK | US3 ×2Doppelplatin · (31 Wo.)US | R&B1 (30 Wo.)R&B | Erstveröffentlichung: 24. März 2009 Keri Hilson feat. Kanye West & Ne-Yo                                                      |
| 2009 | Walkin’ on the Moon Love vs. Money                   | — | — | — | — | US87 (9 Wo.)US | R&B38 (19 Wo.)R&B | Erstveröffentlichung: 28. April 2009 The-Dream feat. Kanye West                                                               |
| 2009 | Make Her Say Man on the Moon: The End of Day         | DE85 (3 Wo.)DE | — | — | UK67 (2 Wo.)UK | US43 Gold · (15 Wo.)US | R&B39 (13 Wo.)R&B | Erstveröffentlichung: 9. Juni 2009 Kid Cudi feat. Kanye West & Common                                                         |
| 2009 | Digital Girl Intuition                               | — | — | — | — | US92 (1 Wo.)US | R&B37 (12 Wo.)R&B | Erstveröffentlichung: 6. Juli 2009 Jamie Foxx feat. Kanye West & The-Dream                                                    |
| 2009 | Supernova Straight No Chaser                         | DE47 (6 Wo.)DE | — | — | UK2 Gold · (17 Wo.)UK | — | — | Erstveröffentlichung: 20. Juli 2009 Mr Hudson feat. Kanye West                                                                |
| 2009 | Run This Town The Blueprint 3                        | DE18 Gold · (9 Wo.)DE | AT29 (11 Wo.)AT | CH9 (15 Wo.)CH | UK1 ×2Doppelplatin · (15 Wo.)UK | US2 ×6Sechsfachplatin · (23 Wo.)US | R&B3 (20 Wo.)R&B | Erstveröffentlichung: 24. Juli 2009 Jay-Z feat. Kanye West & Rihanna                                                          |
| 2009 | Maybach Music 2 Deeper Than Rap                      | — | — | — | — | US92 (1 Wo.)US | R&B54 (10 Wo.)R&B | Erstveröffentlichung: 31. August 2009 Rick Ross feat. T-Pain, Kanye West & Lil Wayne                                          |
| 2010 | We Are the World Helping Haiti Now                   | — | — | — | UK50 (1 Wo.)UK | US2 (5 Wo.)US | — | Erstveröffentlichung: 12. Februar 2010 mit Artists for Haiti                                                                  |
| 2010 | Erase Me Man on the Moon II: The Legend of Mr. Rager | — | AT41 (4 Wo.)AT | — | UK58 (2 Wo.)UK | US22 Platin · (5 Wo.)US | — | Erstveröffentlichung: 17. August 2010 Kid Cudi feat. Kanye West                                                               |
| 2010 | Start It Up H.F.M. 2 – The Hunger for More 2         | — | — | — | — | — | R&B52 (20 Wo.)R&B | Erstveröffentlichung: 2. November 2010 Lloyd Banks feat. Kanye West, Swizz Beatz, Fabolous & Ryan Leslie                      |
| 2010 | Hurricane 2.0 This Is War                            | DE45 (10 Wo.)DE | — | — | — | — | — | Erstveröffentlichung: 15. November 2010 Thirty Seconds to Mars feat. Kanye West                                               |
| 2011 | E.T. Teenage Dream                                   | DE9 Gold · (22 Wo.)DE | AT7 Platin · (19 Wo.)AT | CH14 (15 Wo.)CH | UK3 Platin · (24 Wo.)UK | US1 Diamant · (30 Wo.)US | R&B83 (6 Wo.)R&B | Erstveröffentlichung: 16. Februar 2011 Katy Perry feat. Kanye West                                                            |
| 2011 | Marvin & Chardonnay Finally Famous                   | — | — | — | — | US20 Platin · (32 Wo.)US | R&B1 (31 Wo.)R&B | Erstveröffentlichung: 26. Juli 2011 Big Sean feat. Kanye West & Roscoe Dash                                                   |
| 2012 | Pride ’n’ Joy –                                      | — | — | — | — | — | R&B81 (15 Wo.)R&B | Erstveröffentlichung: 23. Mai 2012 Fat Joe feat. Kanye West, Miguel, Jadakiss, Mos Def, DJ Khaled, Roscoe Dash & Busta Rhymes |
| 2012 | I Wish You Would Kiss the Ring                       | — | — | — | — | US78 Gold · (2 Wo.)US | R&B37 (15 Wo.)R&B | Erstveröffentlichung: 27. Juni 2012 DJ Khaled feat. Rick Ross & Kanye West                                                    |
| 2012 | Birthday Song Based on a T.R.U. Story                | — | — | — | — | US47 ×2Doppelplatin · (20 Wo.)US | R&B10 (25 Wo.)R&B | Erstveröffentlichung: 24. Juli 2012 2 Chainz feat. Kanye West                                                                 |
| 2013 | Thank You –                                          | — | — | — | UK13 Silber · (13 Wo.)UK | — | — | Erstveröffentlichung: 15. November 2013 Busta Rhymes feat. Kanye West, Lil Wayne & Q-Tip                                      |
| 2014 | Sanctified Mastermind                                | — | — | — | — | US78 (1 Wo.)US | R&B23 (4 Wo.)R&B | Erstveröffentlichung: 28. Februar 2014 Rick Ross feat. Kanye West & Big Sean                                                  |
| 2014 | I Won Honest                                         | — | — | — | — | US98 Platin · (3 Wo.)US | R&B26 (18 Wo.)R&B | Erstveröffentlichung: 22. April 2014 Future feat. Kanye West                                                                  |
| 2015 | Blessings Dark Sky Paradise                          | — | — | — | UK— SilberUK | US28 ×4Vierfachplatin · (20 Wo.)US | R&B9 (26 Wo.)R&B | Erstveröffentlichung: 30. Januar 2015 >Big Sean feat. Drake & Kanye West                                                      |
| 2015 | One Man Can Change the World Dark Sky Paradise       | — | — | — | — | US82 Platin · (10 Wo.)US | R&B27 (18 Wo.)R&B | Erstveröffentlichung: 19. Juni 2015 Big Sean feat. Kanye West & John Legend                                                   |
| 2016 | Pop Style Views                                      | — | — | — | UK33 Silber · (13 Wo.)UK | US16 ×2Doppelplatin · (20 Wo.)US | R&B4 (20 Wo.)R&B | Erstveröffentlichung: 5. April 2016 Drake feat. Jay-Z & Kanye West (als The Throne)                                           |
| 2016 | That Part Blank Face LP                              | — | — | — | — | US40 ×3Dreifachplatin · (20 Wo.)US | R&B13 (20 Wo.)R&B | Erstveröffentlichung: 13. Mai 2016 Schoolboy Q feat. Kanye West                                                               |
| 2016 | Pussy Print Everybody Looking                        | — | — | — | — | US89 (1 Wo.)US | R&B31 (1 Wo.)R&B | Erstveröffentlichung: 22. Juli 2016 Gucci Mane feat. Kanye West                                                               |
| 2017 | Feel Me BitchImTheShit2                              | — | — | — | — | — | R&B48 (1 Wo.)R&B | Erstveröffentlichung: 1. Januar 2017 Tyga feat. Kanye West                                                                    |
| 2018 | Watch –                                              | — | — | CH62 (1 Wo.)CH | UK53 (2 Wo.)UK | US16 Platin · (5 Wo.)US | R&B9 (5 Wo.)R&B | Erstveröffentlichung: 4. Mai 2018 Travis Scott feat. Kanye West & Lil Uzi Vert                                                |
| 2018 | Cop Shot the Kid Nasir                               | — | — | — | UK97 (1 Wo.)UK | US96 (1 Wo.)US | R&B49 (1 Wo.)R&B | Erstveröffentlichung: 15. Juni 2018 Nas feat. Kanye West                                                                      |
| 2018 | Mama Dummy Boy                                       | — | AT40 (1 Wo.)AT | CH23 (3 Wo.)CH | UK29 (4 Wo.)UK | US43 Gold · (4 Wo.)US | R&B18 (4 Wo.)R&B | Erstveröffentlichung: 27. November 2018 6ix9ine feat. Nicki Minaj & Kanye West                                                |
| 2018 | One Minute Skins                                     | — | — | — | — | US62 (1 Wo.)US | — | Erstveröffentlichung: 7. Dezember 2018 XXXTentacion feat. Kanye West & Travis Barker                                          |
| 2020 | Ego Death Featuring Ty Dolla $ign                    | DE92 (1 Wo.)DE | — | CH95 (1 Wo.)CH | UK34 Silber · (9 Wo.)UK | — | — | Erstveröffentlichung: 1. Juli 2020 Verkäufe: + 200.000; Ty Dolla Sign feat. Kanye West, FKA Twigs & Skrillex                  |
| 2022 | Hot Shit –                                           | — | — | — | UK59 (2 Wo.)UK | US13 (12 Wo.)US | R&B7 (14 Wo.)R&B | Erstveröffentlichung: 1. Juli 2022 Cardi B feat. Kanye West & Lil Durk                                                        |
| Folgende Lieder erschienen nicht als Single, wurden aber durch das Album zum Download und Streaming bereitgestellt und konnten somit eine Platzierung erlangen: |                                                      | | | | | | | |
| |                                                      | | | | | | | |
| 2007 | Anything The Gospel According to Patti Labelle       | — | — | — | — | — | R&B64 (6 Wo.)R&B | Patti LaBelle feat. Mary Mary, Kanye West & Consequence                                                                       |
| 2015 | All Your Fault Dark Sky Paradise                     | — | — | — | — | US80 Gold · (1 Wo.)US | R&B28 (3 Wo.)R&B | Charteinstieg: 14. März 2015 Big Sean feat. Kanye West                                                                        |
| 2016 | All We Got Coloring Book                             | — | — | — | — | — | R&B45 (1 Wo.)R&B | Chance the Rapper feat. Kanye West & Chicago Children’s Choir                                                                 |
| 2017 | Glow More Life                                       | — | — | — | UK55 (2 Wo.)UK | US54 (2 Wo.)US | R&B30 (2 Wo.)R&B | Drake feat. Kanye West |
| 2018 | What Would Meek Do? Daytona                          | — | — | — | UK100 (1 Wo.)UK | US75 (1 Wo.)US | R&B37 (1 Wo.)R&B | Pusha T feat. Kanye West |
| 2019 | Mixed Personalities We All Shine                     | — | — | — | UK97 Silber · (3 Wo.)UK | US42 ×2Doppelplatin · (18 Wo.)US | R&B19 (20 Wo.)R&B | Verkäufe: + 2.230.000; YNW Melly feat. Kanye West                                                                             |
| 2021 | Tell the Vision Faith                                | — | — | CH50 (1 Wo.)CH | UK55 (1 Wo.)UK | US49 (1 Wo.)US | R&B16 (2 Wo.)R&B | Charteinstieg: 25. Juli 2021 Pop Smoke feat. Kanye West & Pusha T                                                             |
| 2022 | Dreamin of the Past It’s Almost Dry                  | — | — | — | UK80 (1 Wo.)UK | US81 (1 Wo.)US | R&B28 (1 Wo.)R&B | Charteinstieg: 5. Mai 2022 Pusha T feat. Kanye West                                                                           |
| 2022 | Rock N Roll It’s Almost Dry                          | — | — | — | UK98 (1 Wo.)UK | US78 (1 Wo.)US | R&B25 (1 Wo.)R&B | Charteinstieg: 5. Mai 2022 Pusha T feat. Kanye West & Kid Cudi                                                                |
| 2022 | Keep It Burnin I Never Liked You                     | — | — | — | — | US15 (1 Wo.)US | R&B10 (2 Wo.)R&B | Charteinstieg: 14. Mai 2022 Future feat. Kanye West                                                                           |
| 2022 | Use This Gospel (Remix) God Did                      | — | — | — | — | US49 (1 Wo.)US | R&B14 (1 Wo.)R&B | Charteinstieg: 10. September 2022 DJ Khaled feat. Kanye West & Eminem                                                         |

## Videoalben und Musikvideos

### Videoalben
| Jahr | Titel                               | Höchstplatzierung, Gesamtwochen, AuszeichnungChartplatzierungen (Jahr, Titel, Platzierungen, Wochen, Auszeichnungen, Anmerkungen) | Höchstplatzierung, Gesamtwochen, AuszeichnungChartplatzierungen (Jahr, Titel, Platzierungen, Wochen, Auszeichnungen, Anmerkungen) | Höchstplatzierung, Gesamtwochen, AuszeichnungChartplatzierungen (Jahr, Titel, Platzierungen, Wochen, Auszeichnungen, Anmerkungen) | Höchstplatzierung, Gesamtwochen, AuszeichnungChartplatzierungen (Jahr, Titel, Platzierungen, Wochen, Auszeichnungen, Anmerkungen) | Höchstplatzierung, Gesamtwochen, AuszeichnungChartplatzierungen (Jahr, Titel, Platzierungen, Wochen, Auszeichnungen, Anmerkungen) | Höchstplatzierung, Gesamtwochen, AuszeichnungChartplatzierungen (Jahr, Titel, Platzierungen, Wochen, Auszeichnungen, Anmerkungen) | Anmerkungen                |
| Jahr | Titel                               | DE | AT | CH | UK | US | R&B | Anmerkungen                |
| ---- | ----------------------------------- | --- | --- | --- | --- | --- | --- | -------------------------- |
| 2005 | The College Dropout Video Anthology | — | — | — | UK43 (1 Wo.)UK | US— GoldUS | — | Erstveröffentlichung: 2005 |
| 2006 | Late Orchestration                  | — | — | — | UK6 (3 Wo.)UK | — | — | Erstveröffentlichung: 2006 |
| 2010 | VH1 Storytellers: Kanye West        | — | — | — | UK35 (1 Wo.)UK | — | — | Erstveröffentlichung: 2010 |

### Musikvideos
| Jahr | Titel                                                                                    | Regie                                                      |
| ---- | ---------------------------------------------------------------------------------------- | ---------------------------------------------------------- |
| 2003 | Slow Jamz                                                                                | Fat Cats                                                   |
| 2003 | Through the Wire                                                                         | Coodie and Chike                                           |
| 2004 | Jesus Walks                                                                              | Michael Haussman, Chris Milk, Coodie and Chike, Kanye West |
| 2004 | All Falls Down                                                                           | Chris Milk                                                 |
| 2004 | The New Workout Plan                                                                     | Little X, Kanye West                                       |
| 2005 | Diamonds from Sierra Leone                                                               | Hype Williams                                              |
| 2005 | Gold Digger                                                                              | Hype Williams                                              |
| 2005 | Heard ’Em Say                                                                            | Joe DeMaio, Bill Plympton, Michel Gondry                   |
| 2006 | Touch the Sky                                                                            | Chris Milk                                                 |
| 2006 | Drive Slow                                                                               | Hype Williams                                              |
| 2007 | Can’t Tell Me Nothing                                                                    | Hype Williams                                              |
| 2007 | Stronger                                                                                 | Hype Williams                                              |
| 2007 | Good Life                                                                                | SoMe, Jonas and Francois                                   |
| 2008 | Flashing Lights                                                                          | Spike Jonze, Kanye West                                    |
| 2008 | Homecoming                                                                               | Hype Williams                                              |
| 2008 | Champion                                                                                 | NEON                                                       |
| 2008 | Love in This Club                                                                        |                                                            |
| 2008 | Good Morning                                                                             | Takashi Murakami                                           |
| 2008 | Love Lockdown                                                                            | Simon Henwood                                              |
| 2008 | Heartless                                                                                | Hype Williams                                              |
| 2008 | God in Me                                                                                |                                                            |
| 2009 | Welcome to Heartbreak                                                                    | Nabil Elderkin                                             |
| 2009 | Amazing                                                                                  | Hype Williams                                              |
| 2009 | Paranoid (mit Rihanna)                                                                   | Nabil Elderkin                                             |
| 2009 | Spaceship                                                                                | Chris Milk                                                 |
| 2009 | Two Words                                                                                | Coodie and Chike                                           |
| 2009 | Street Lights                                                                            | Javier Longobardo                                          |
| 2010 | Coldest Winter                                                                           | Nabil Elderkin                                             |
| 2010 | Ego (mit Beyoncé Knowles)                                                                | Beyoncé Knowles, Frank Gatson Jr.                          |
| 2010 | Power                                                                                    | Marco Brambilla                                            |
| 2010 | Runaway                                                                                  | Kanye West                                                 |
| 2010 | Monster                                                                                  | Jake Nava                                                  |
| 2011 | All of the Lights (mit Rihanna und Kid Cudi)                                             | Hype Williams                                              |
| 2011 | Cheers (Drink to That) (mit Rihanna, Avril Lavigne, Jay-Z und CeeLo Green; Gastauftritt) |                                                            |
| 2011 | Otis (mit Jay-Z)                                                                         | Spike Jonze                                                |
| 2012 | Niggas in Paris (mit Jay-Z)                                                              | Kanye West                                                 |
| 2012 | Lost in the World (mit Bon Iver)                                                         | Ruth Hodben                                                |
| 2012 | No Church in the Wild (mit Jay-Z und Frank Ocean)                                        | Romain Gavras                                              |
| 2012 | Mercy (mit Big Sean, Pusha T und 2 Chainz)                                               | Nabil Elderkin                                             |
| 2012 | Cold (mit DJ Khaled)                                                                     | Hype Williams                                              |

## Promoveröffentlichungen
Promo-Singles

| Jahr | Titel Album                            | Höchstplatzierung, Gesamtwochen, AuszeichnungChartplatzierungen (Jahr, Titel, Album, Platzierungen, Wochen, Auszeichnungen, Anmerkungen) | Höchstplatzierung, Gesamtwochen, AuszeichnungChartplatzierungen (Jahr, Titel, Album, Platzierungen, Wochen, Auszeichnungen, Anmerkungen) | Höchstplatzierung, Gesamtwochen, AuszeichnungChartplatzierungen (Jahr, Titel, Album, Platzierungen, Wochen, Auszeichnungen, Anmerkungen) | Höchstplatzierung, Gesamtwochen, AuszeichnungChartplatzierungen (Jahr, Titel, Album, Platzierungen, Wochen, Auszeichnungen, Anmerkungen) | Höchstplatzierung, Gesamtwochen, AuszeichnungChartplatzierungen (Jahr, Titel, Album, Platzierungen, Wochen, Auszeichnungen, Anmerkungen) | Höchstplatzierung, Gesamtwochen, AuszeichnungChartplatzierungen (Jahr, Titel, Album, Platzierungen, Wochen, Auszeichnungen, Anmerkungen) | Anmerkungen                                                                           |
| Jahr | Titel Album                            | DE | AT | CH | UK | US | R&B | Anmerkungen                                                                           |
| ---- | -------------------------------------- | --- | --- | --- | --- | --- | --- | ------------------------------------------------------------------------------------- |
| 2004 | Hold On (Remix) Subject                | — | — | — | — | — | R&B53 (17 Wo.)R&B | Erstveröffentlichung: 2004 Dwele feat. Kanye West                                     |
| 2004 | Higher D.O.D.                          | — | — | — | — | — | R&B63 (18 Wo.)R&B | Erstveröffentlichung: 2004 Do or Die feat. Kanye West                                 |
| 2009 | Paranoid 808s & Heartbreak             | — | — | — | — | US— GoldUS | — | Erstveröffentlichung: 6. Juli 2009 Verkäufe: + 500.000; feat. Mr. Hudson              |
| 2010 | Live Fast, Die Young Teflon Don        | — | — | — | — | — | R&B89 (1 Wo.)R&B | Erstveröffentlichung: 2010 Rick Ross feat. Kanye West                                 |
| 2012 | No Church in the Wild Watch the Throne | — | — | — | UK37 Platin · (18 Wo.)UK | US72 ×3Dreifachplatin · (5 Wo.)US | R&B31 (20 Wo.)R&B | Erstveröffentlichung: 28. Mai 2012 Verkäufe: + 3.655.000; mit Jay-Z feat. Frank Ocean |

## Statistik

### Chartauswertung
|                     | DE     | AT     | CH     | UK     | US     | R&B      |
| ------------------- | ------ | ------ | ------ | ------ | ------ | -------- |
| Nummer-eins-Alben   | DE1DE  | AT2AT  | CH2CH  | UK3UK  | US11US | R&B11R&B |
| Top-10-Alben        | DE5DE  | AT4AT  | CH11CH | UK11UK | US15US | R&B12R&B |
| Alben in den Charts | DE14DE | AT11AT | CH15CH | UK16UK | US16US | R&B12R&B |

|                       | DE     | AT     | CH     | UK     | US      | R&B       |
| --------------------- | ------ | ------ | ------ | ------ | ------- | --------- |
| Nummer-eins-Singles   | DE—DE  | AT—AT  | CH—CH  | UK3UK  | US5US   | R&B7R&B   |
| Top-10-Singles        | DE5DE  | AT5AT  | CH6CH  | UK22UK | US22US  | R&B36R&B  |
| Singles in den Charts | DE33DE | AT31AT | CH43CH | UK92UK | US141US | R&B151R&B |

|                          | DE    | AT    | CH    | UK    | US    | CA    |
| ------------------------ | ----- | ----- | ----- | ----- | ----- | ----- |
| Nummer-eins-Videoalben   | DE—DE | AT—AT | CH—CH | UK—UK | US—US | CA—CA |
| Top-10-Videoalben        | DE—DE | AT—AT | CH—CH | UK1UK | US—US | CA—CA |
| Videoalben in den Charts | DE—DE | AT—AT | CH—CH | UK3UK | US—US | CA—CA |

### Auszeichnungen für Musikverkäufe
| Land/RegionAuszeichnungen für Musikverkäufe (Land/Region, Auszeichnungen, Verkäufe, Quellen) | Silber       | Gold         | Platin         | Diamant     | Verkäufe    | Quellen                                                   |
| -------------------------------------------------------------------------------------------- | ------------ | ------------ | -------------- | ----------- | ----------- | --------------------------------------------------------- |
| Australien (ARIA)                                                                            | —            | 8× Gold8     | 58× Platin58   | —           | 4.340.000   | aria.com.au                                               |
| Belgien (BRMA)                                                                               | —            | 3× Gold3     | Platin1        | —           | 80.000      | ultratop.be                                               |
| Brasilien (PMB)                                                                              | —            | 25× Gold25   | 18× Platin18   | 2× Diamant2 | 2.060.000   | pro-musicabr.org.br                                       |
| Dänemark (IFPI)                                                                              | —            | 34× Gold34   | 51× Platin51   | —           | 3.672.500   | ifpi.dk                                                   |
| Deutschland (BVMI)                                                                           | —            | 18× Gold18   | 6× Platin6     | —           | 4.700.000   | musikindustrie.de                                         |
| Europa (IFPI)                                                                                | —            | —            | Platin1        | —           | (1.000.000) | ifpi.org (Memento vom 1. Januar 2014 im Internet Archive) |
| Frankreich (SNEP)                                                                            | —            | 9× Gold9     | —              | —           | 869.600     | snepmusique.com                                           |
| Griechenland (IFPI)                                                                          | —            | 3× Gold3     | 2× Platin2     | —           | 70.000      | Einzelnachweise                                           |
| Irland (IRMA)                                                                                | —            | —            | 4× Platin4     | —           | 60.000      | irishcharts.ie                                            |
| Island (IFPI)                                                                                | —            | Gold1        | —              | —           | 2.500       | Einzelnachweise                                           |
| Italien (FIMI)                                                                               | —            | 21× Gold21   | 11× Platin11   | —           | 1.365.000   | fimi.it                                                   |
| Japan (RIAJ)                                                                                 | —            | Gold1        | —              | —           | 100.000     | riaj.or.jp                                                |
| Kanada (MC)                                                                                  | —            | 6× Gold6     | 23× Platin23   | —           | 2.642.000   | musiccanada.com                                           |
| Mexiko (AMPROFON)                                                                            | —            | Gold1        | —              | —           | 30.000      | amprofon.com.mx                                           |
| Neuseeland (RMNZ)                                                                            | —            | 7× Gold7     | 103× Platin103 | —           | 2.745.000   | aotearoamusiccharts.co.nz NZ2 NZ3                         |
| Österreich (IFPI)                                                                            | —            | Gold1        | Platin1        | —           | 45.000      | ifpi.at                                                   |
| Polen (ZPAV)                                                                                 | —            | 6× Gold6     | 9× Platin9     | —           | 360.000     | olis.pl                                                   |
| Portugal (AFP)                                                                               | —            | 3× Gold3     | 3× Platin3     | —           | 45.000      | Einzelnachweise                                           |
| Russland (NFPF)                                                                              | —            | Gold1        | —              | —           | 10.000      | 2m-online.ru                                              |
| Schweden (IFPI)                                                                              | —            | Gold1        | 9× Platin9     | —           | 380.000     | sverigetopplistan.se                                      |
| Schweiz (IFPI)                                                                               | —            | Gold1        | Platin1        | —           | 45.000      | hitparade.ch                                              |
| Spanien (Promusicae)                                                                         | —            | 9× Gold9     | 3× Platin3     | —           | 430.000     | elportaldemusica.es                                       |
| Vereinigte Staaten (RIAA)                                                                    | —            | 53× Gold53   | 253× Platin253 | 3× Diamant3 | 306.050.000 | riaa.com                                                  |
| Vereinigtes Königreich (BPI)                                                                 | 32× Silber32 | 20× Gold20   | 67× Platin67   | —           | 49.321.000  | bpi.co.uk                                                 |
| Insgesamt                                                                                    | 32× Silber32 | 232× Gold232 | 624× Platin624 | 5× Diamant5 |             |                                                           |